# Elisabeth Edl
Elisabeth Edl (* 16. Oktober 1956 in Wagna) ist eine österreichische Literaturwissenschaftlerin und Übersetzerin.

## Leben und Werk
Elisabeth Edls Familie stammt aus Prigrevica Sveti Ivan in der Vojvodina. Als Donauschwaben wurden ihre Eltern 1944 zur Zwangsarbeit in die Sowjetunion deportiert. Nach ihrer Freilassung 1948 kamen sie in ein Aufnahmelager in der Steiermark, nahe der Grenze zu Slowenien. Dadurch war Edl seit ihrer Kindheit in verschiedenen Sprachmelodien zuhause. 1955 erhielt die Familie die österreichische Staatsbürgerschaft.
Edl studierte in Graz Germanistik und Romanistik, war von 1983 bis 1995 an der Universität Poitiers Lektorin für deutsche Sprache und Literatur und Lehrbeauftragte an der École Supérieure de Commerce. Parallel dazu begann sie, französische Werke des 20. Jahrhunderts ins Deutsche zu übersetzen: von Simone Weil, Julien Gracq und von dem von ihr sehr geschätzten Julien Green. Übersetzungen von Autoren des 19. Jahrhunderts folgten. Heute lebt Edl als Romanistin und freie Übersetzerin in München.
Sie ist mit dem ehemaligen Hanser-Lektor Wolfgang Matz verheiratet, mit dem sie seit Jahrzehnten auch gemeinsam unter anderem Lyrik von Philippe Jaccottet und Yves Bonnefoy, Simenon und Gracq übersetzt. Beide haben sich an der Universität von Poitiers beim Übersetzen von Simone Weils Cahiers kennen gelernt.

## Zitate
Über Edls Arbeit

„Man kann seit Jahren einem Wenigleser, der nur zwei bis drei Bücher im Jahr lesen und dabei keine Enttäuschung erleben möchte, den Ratschlag geben: Lesen Sie einfach alles, was Elisabeth Edl übersetzt. Auf den Einwand des Weniglesers, das komme aber alles aus dem Französischen, kann man gelassen entgegnen, man lese dafür besseres, vielfältigeres und reicheres Deutsch als oft bei der Lektüre deutscher Autoren.“

Edl über ihre Arbeit

„Im Zeichen von Sprache und Dichtung hier einzutreten, ist mir nicht nur Ehre und Vergnügen, ich könnte mir dieses Wortpaar sehr gut auch als Motto über meiner Arbeit vorstellen. Die Dichtung sowieso, aber mit der Sprache im ganz praktischen Sinne habe ich in meinem Beruf vielleicht noch unmittelbarer zu tun als die literaturwissenschaftlichen Kollegen strikt akademischer Richtung, denn ich soll die Literatur nicht nur verstehen, deuten und erklären, sondern sie in ihrer Sprachgestalt selber neu erschaffen.“

## Auszeichnungen
Für ihre Übersetzungen und kommentierten Ausgaben französischer Autoren des 19. und 20. Jahrhunderts, darunter Stendhal, Gustave Flaubert, Julien Green, Patrick Modiano und Philippe Jaccottet, erhielt Elisabeth Edl zahlreiche Auszeichnungen.
- 1992: Paul-Celan-Preis, mit Wolfgang Matz
- 1994: Petrarca-Übersetzerpreis, mit Wolfgang Matz, für die gemeinsame Übertragung der Cahiers von Simone Weil und Julien Gracqs Der große Weg. Tagebuch eines Wanderers.[5]
- 2004: Hieronymusring durch den Verband deutschsprachiger Übersetzer literarischer und wissenschaftlicher Werke, VdÜ; sie gab den Wanderpreis weiter an Susanne Lange
- 2005: Johann-Heinrich-Voß-Preis für Übersetzung
- 2006: Österreichischer Staatspreis für literarische Übersetzung
- 2009: Deutsche Akademie für Sprache und Dichtung, ordentliches Mitglied.
- 2009: Chevalier de l‘Ordre des Arts et des Lettres.[6]
- 2009: Zuger Anerkennungspreis zum Zuger Übersetzer-Stipendium.
- Wintersemester 2013/2014: August-Wilhelm-von-Schlegel-Gastprofessur am Peter-Szondi-Institut für Allgemeine und Vergleichende Literaturwissenschaft der FU Berlin
- 2014: Romain-Rolland-Preis der Robert Bosch Stiftung für deutsch-französische Literaturübersetzungen (gleichzeitig mit Bernard Kreiss), der nur einmal, in diesem Jahr, vergeben wurde, für ihr übersetzerisches Gesamtwerk.[7]
- 2018: Prix lémanique de la traduction (zugleich mit Jean-Pierre Lefebvre für die übersetzerische Gegenrichtung).
- 2023: Ehrenzeichen des Landes Steiermark für Wissenschaft, Forschung und Kunst[8]

## Veröffentlichungen
Übersetzungen
- Hélène Berr: Pariser Tagebuch 1942–1944. (Mit einem Vorwort von Patrick Modiano). Hanser Verlag, München 2009, ISBN 978-3-446-23268-6.
- Yves Bonnefoy: Streichend schreiben. Gedichte (= Lyrik Kabinett; Band 14). Edition Lyrik Kabinett im Hanser Verlag, München 2012, ISBN 978-3-938776-33-9. (Übersetzt mit Wolfgang Matz).
- Yves Bonnefoy: Die lange Ankerkette. Hanser Verlag, München 2014, ISBN 978-3-446-24132-9. (Übersetzt mit Wolfgang Matz).
- Yves Bonnefoy: Der rote Schal. Hanser Verlag, München 2018, ISBN 978-3-446-26021-4. (Übersetzt mit Wolfgang Matz.)
- Jacques Chessex: Der Vampir von Ropraz. Roman. Hanser Verlag, München 2008, ISBN 978-3-312-00416-4.
- Jean Clair, Thierry Naudin: Kurze Geschichte der modernen Kunst. Ein Gespräch mit Thierry Naudin. Piet Meyer Verlag, Bern/Wien 2018, ISBN 978-3-905799-48-4.
- Colette: Claudines Elternhaus. Roman. Zsolnay Verlag, Wien 2025, ISBN 978-3-552-07501-6.
- Andrée Collié: Erinnerungen an Chaïm Soutine – 1944. Piet Meyer Verlag, Basel 2008, ISBN 978-3-905799-03-3.
- Gustave Flaubert: Leben und Werke des Paters Cruchard und andere unveröffentlichte Texte. Herausgegeben und übersetzt von E. E. Friedenauer Presse, Berlin 2008, ISBN 978-3-932109-56-0.
- Gustave Flaubert: Bücherwahn. Eine Erzählung. Mit Vignetten von Wolf Erlbruch. Hanser Verlag, München 2012, ISBN 978-3-446-24103-9.
- Gustave Flaubert: Madame Bovary. Herausgegeben und übersetzt von E.E. Hanser Verlag, München 2012, ISBN 978-3-446-23994-4.
- Gustave Flaubert: Drei Geschichten. Herausgegeben und übersetzt von E.E. Hanser Verlag, München 2017, ISBN 978-3-446-25659-0.
- Gustave Flaubert: Lehrjahre der Männlichkeit. Geschichte einer Jugend. Herausgegeben und übersetzt von E.E. Hanser Verlag, München 2020, ISBN 978-3-446-26769-5; franz. Original: L’Éducation sentimentale.
- Gustave Flaubert: Memoiren eines Irren. Herausgegeben und übersetzt von E.E. Hanser Verlag, München 2021, ISBN 978-3-446-26845-6.
- Gustave Flaubert: Briefe an seine Leserinnen. Ausgewählt und übersetzt von Elisabeth Edl und Wolfgang Matz. Hanser Verlag, München 2021, ISBN 978-3-446-27142-5.
- Françoise Frenkel: Nichts, um sein Haupt zu betten. (Mit einem Vorwort von Patrick Modiano.) Hanser, München 2016, ISBN 978-3-446-25271-4.
- Philippe Garnier: Über die Lauheit. Verlagsbuchhandlung Liebeskind, München 2001, ISBN 3-935890-03-6.
- Julien Gracq: Der große Weg. Hanser Verlag, München/Wien 1996, ISBN 3-446-17318-8. (Übersetzt mit Wolfgang Matz).
- Julien Green: Dixie. Roman. Hanser Verlag, München/Wien 1995, ISBN 3-446-18282-9.
- Julien Green: Ende einer Welt. Juni 1940. Mit einem Vorwort von Elisabeth Edl. List Verlag, München/Leipzig 1995, ISBN 3-471-77699-0.
- Julien Green: Tagebücher.

1. 1981–1990. Mit Anmerkungen von Melanie Walz und einem Vorwort von Wolfgang Matz. List Verlag, München/Leipzig 1995, ISBN 3-471-77666-4.
2. 1990–1996. Herausgegeben und übersetzt von E.E. List Verlag, München/Leipzig, 1999, ISBN 3-471-79398-4.
3. 1996–1998. Herausgegeben und übersetzt von E.E. List Verlag, München/Leipzig 2000, ISBN 3-471-79425-5.

- Julien Green: Varuna. Roman. Hanser Verlag, München/Wien 1996, ISBN 3-446-18744-8.
- Julien Green: Wenn ich du wäre. Hanser Verlag, München/Wien 1999, ISBN 3-446-19781-8. (Neubearbeitung der Übersetzung von Rosemarie von Jankó und Karl Rauch.)
- Julien Green: Adrienne Mesurat. Hanser Verlag, München/Wien 2000, ISBN 3-446-19909-8. (Mit einem Nachwort von Wolfgang Matz.)
- Julien Green: Fremdling auf Erden. Hanser Verlag, München 2006, ISBN 978-3-446-20737-0. (Mit einem Nachwort von Wolfgang Matz.)
- Julien Green: Erinnerungen an glückliche Tage. Hanser Verlag, München 2008, ISBN 978-3-446-23058-3.
- Julien Green: Der Unbekannte. Hanser Verlag, München 2011, ISBN 978-3-446-23740-7. (Mit einem Nachwort von Wolfgang Matz).
- Éric Holder: Die Brieffreundin. Roman. Pendo Verlag, Zürich/München 2001, ISBN 3-85842-410-2.
- Éric Holder: Willkommen zu Hause. Roman. Diana Verlag, München/Zürich 2001, ISBN 3-453-18966-3.
- Philippe Jaccottet: Nach so vielen Jahren. Hanser Verlag, München/Wien 1998, ISBN 3-446-19484-3. (Übersetzt mit Wolfgang Matz.)
- Philippe Jaccottet: Antworten am Wegrand. Hanser Verlag, München/Wien 2001, ISBN 3-446-19995-0. (Übersetzt mit Wolfgang Matz.)
- Philippe Jaccottet: Der Unwissende. Gedichte und Prosa 1946–2001. Hanser Verlag, München/Wien 2003, ISBN 3-446-20274-9. (Übersetzungen mit Friedhelm Kemp, Sander Ort und Wolfgang Matz.)
- Philippe Jaccottet: Giorgio Morandi – Der Pilger und seine Schale. Hanser Verlag, München 2005, ISBN 3-446-20579-9. (Übersetzt mit Wolfgang Matz.)
- Philippe Jaccottet: Truinas, 21. April 2001 (= Lyrik Kabinett; Band 5). Lyrik Kabinett, München 2005, ISBN 3-9807150-7-8. (Übersetzt mit Wolfgang Matz.)
- Philippe Jaccottet: Die Lyrik der Romandie. Eine zweisprachige Anthologie. Verlag Nagel und Kimche, München 2008, ISBN 978-3-312-00407-2. (Übersetzt mit Wolfgang Matz.)
- Philippe Jaccottet: Notizen aus der Tiefe. Hanser Verlag, München 2009, ISBN 978-3-446-23287-7. (Übersetzung mit Friedhelm Kemp und Wolfgang Matz.)
- Philippe Jaccottet: Le Combat inégal. La Dogana, Genève 2010, ISBN 978-2-940055-62-3. (Übersetzungen aus dem Französischen, Italienischen und Deutschen, mit Fabio Pusterla, und Wolfgang Matz)
- Philippe Jaccottet: Sonnenflecken, Schattenflecken. Gerettete Aufzeichnungen 1952–2005. Hanser Verlag, München 2015, ISBN 978-3-446-24769-7.
- Philippe Jaccottet: Die wenigen Geräusche. Späte Prosa und Gedichte. Hanser Verlag, München 2020, ISBN 978-3-446-26564-6.
- Philippe Jaccottet: Gedanken unter den Wolken. Gedichte. Wallstein Verlag, Göttingen 2018, ISBN 978-3-8353-3260-7. (Übersetzt mit Wolfgang Matz.)
- Philippe Jaccottet: Clarté Notre-Dame. Gedichte und Prosa. Wallstein Verlag, Göttingen 2021, ISBN 978-3-8353-5090-8. (Übersetzt mit Wolfgang Matz.)
- Philippe Jaccottet: Bonjour, Monsieur Courbet. Künstler, Freunde, kunterbunt. Göttingen: Wallstein Verlag 2025, ISBN 978-3-8353-5809-6 (Übersetzt mit Wolfgang Matz).
- Guy de Maupassant: Pläsier. Vier Erzählungen. Alexander Verlag, Berlin 2022, ISBN 978-3-89581-590-4.
- François-Bernard Michel: Judith. Roman. Pendo Verlag, Zürich/München 1999, ISBN 3-85842-342-4.
- Patrick Modiano: Dora Bruder. Hanser Verlag, München 1998, ISBN 3-446-19287-5.
- Patrick Modiano: Aus tiefstem Vergessen. Roman. Hanser Verlag, München 2000, ISBN 3-446-19848-2.
- Patrick Modiano: Unbekannte Frauen. Roman. Hanser Verlag, München/Wien 2002, ISBN 3-446-20134-3.
- Patrick Modiano: Unfall in der Nacht. Roman. Hanser Verlag, München 2006, ISBN 978-3-446-20716-5.
- Patrick Modiano: Ein Stammbaum. Hanser Verlag, München 2007, ISBN 978-3-446-20922-0.
- Patrick Modiano: Place de l’Étoile. Hanser Verlag, München 2010, ISBN 978-3-446-23399-7.
- Patrick Modiano: Im Café der verlorenen Jugend. Hanser Verlag, München 2012, ISBN 978-3-446-23856-5.
- Patrick Modiano: Der Horizont. Hanser Verlag, München 2013, ISBN 978-3-446-23951-7.
- Patrick Modiano: Gräser der Nacht. Roman. Hanser Verlag, München 2014, ISBN 978-3-446-24849-6.
- Patrick Modiano: Die Kunst der Erinnerung. Stockholmer Rede. Hanser Verlag, München 2015, ISBN 978-3-446-24962-2.
- Patrick Modiano: Damit du dich im Viertel nicht verirrst. Roman. Hanser Verlag, München 2015, ISBN 978-3-446-24908-0.
- Patrick Modiano: Schlafende Erinnerungen. Hanser Verlag, München 2018, ISBN 978-3-446-26010-8.
- Patrick Modiano: Unsere Anfänge im Leben. Theaterstück. Hanser Verlag, München 2018, ISBN 978-3-446-26011-5.
- Patrick Modiano: Memory Lane. Kurzroman. Kampa Verlag, Zürich 2024, ISBN 978-3-311-10144-4.
- Patrick Modiano: Die Tänzerin. Roman. Carl Hanser Verlag, München 2025, ISBN 978-3-446-28146-2.
- Michel Quint: Die schrecklichen Gärten. Roman. Goldmann Verlag (btb), München 2002, ISBN 3-442-75068-7.
- Michel Quint: Nur ein wenig lieben. Roman. Goldmann Verlag (btb), München 2007, ISBN 978-3-442-75092-4.
- Edmond Renoir: Mein Bruder Auguste Renoir – der Brief von 1879. (Mit einem Nachwort von Piet Meyer). Piet Meyer Verlag, Basel 2007, ISBN 978-3-905799-02-6.
- Jacques Roubaud: Fünfundfünfzigtausendfünfhundertfünfundfünfzig Bälle. Roman. Hanser Verlag, München/Wien 2003, ISBN 3-446-20370-2. (Als Lizenzausgabe wiederveröffentlicht u. d. T.: Der verlorene letzte Ball. Roman. Wagenbach Verlag, Berlin 2009, ISBN 978-3-8031-1264-4.)
- Antoine de Saint-Exupéry: Der kleine Prinz. Arche Verlag, Zürich/Hamburg 2009, ISBN 978-3-7160-2643-4. (Auch im Rauch Verlag, Düsseldorf erschienen.)
- Georges Simenon: Maigret und der gelbe Hund. Roman. Zürich: Kampa 2019 (übersetzt mit Wolfgang Matz).
- Georges Simenon: Weihnachten in Paris: Das kleine Restaurant bei der Place des Ternes. Zürich: Kampa 2019 (übersetzt mit Wolfgang Matz).
- Georges Simenon: Betty. Roman. Zürich: Kampa 2021 (übersetzt mit Wolfgang Matz).
- Georges Simenon: Maigret in der Schule. Roman. Zürich: Kampa 2020 (übersetzt mit Wolfgang Matz).
- Georges Simenon: Maigret, Lognon und die Gangster. Roman. Zürich: Kampa 2021 (übersetzt mit Wolfgang Matz).
- Georges Simenon: Die grünen Fensterläden. Roman. Zürich: Kampa 2023 (übersetzt mit Wolfgang Matz).
- Stendhal: Rot und Schwarz. Herausgegeben und übersetzt von E.E. Hanser Verlag, München 2004, ISBN 3-446-20485-7.
- Stendhal: Die Kartause von Parma. Herausgegeben und übersetzt von E.E. Hanser Verlag, München 2007, ISBN 978-3-446-20935-0.
- Jules Verne: Paris im 20. Jahrhundert. Zsolnay Verlag, Wien 1996, ISBN 3-552-04804-9.
- Jules Verne: Reise mit Hindernissen nach England und Schottland. Zsolnay Verlag, Wien 1997, ISBN 3-552-04861-8.
- Anne Walter: Abschied vom Glück. List Verlag, München/Leipzig 1996, ISBN 3-471-79157-4.
- Frédéric Wandelère: Hilfe fürs Unkraut. Gedichte. München 2012. (Übersetzt mit Wolfgang Matz), ISBN 978-3-446-23868-8.
- Simone Weil: Cahiers. Aufzeichnungen. 4 Bände. Hanser Verlag, München/Wien 1991–1997/1998, ISBN 3-446-16431-6. (Mit Wolfgang Matz herausgegeben und übersetzt).

Herausgeberschaft
- Colette – Vom Enfant terrible zur Kultautorin. Zsolnay, Wien 1997, ISBN 3-552-04842-1.
- Guy de Maupassant: Über Gustave Flaubert. Aus dem Französischen von E. W. Fischer (1913). Mit einem Nachwort von Elisabeth Edl. Alexander Verlag, Berlin 2021, ISBN 978-3-89581-544-7.
- Friedrich Schleiermacher: Über die verschiedenen Methoden des Übersetzens. Herausgegeben und mit einem Essay von Elisabeth Edl und Wolfgang Matz. Alexander Verlag, Berlin 2022, ISBN 978-3-89581-581-2.

Aufsätze
- Geschichte eines Manuskripts. Über Simone Weils „Cahiers“. In: Bogen 34. Simone Weil. Dienst am Unbedingten. Hanser Verlag, München 1991. ISBN 3-446-99058-5 (mit und Wolfgang Matz).
- An den Rand geschrieben. [Über Philippe Jaccottet.] In: Akzente. 3/2000, S. 212–215 (mit Wolfgang Matz). – Französische Übersetzung: En marge du manuscrit. Europe (Paris), 955/966 novembre-décembre 2008, S. 183–186.
- Ein Mensch nach meinem Geschmack. Stendhal deutsch. In: Neue Rundschau, 4/2003, S. 138–141.
- On n’en finirait plus avec Stendhal, ou Le Rouge et le Noir en allemand. In: L’Année Stendhalienne 5. Honoré Champion, Paris 2006, S. 13–20.
- Un sonnet de Pétrarque dans La Chartreuse de Parme. In: L’Année Stendhalienne 7. Honoré Champion, Paris 2008, S. 379–384.
- Fast eine Liebesgeschichte. Giuseppe Ungaretti und Philippe Jaccottet. In: Akzente. 3/2010, S. 208–212 (mit Wolfgang Matz).
- Zur Edition französischer Klassiker in deutscher Sprache. Editionen. In: Vom Herausgeben. Herausgegeben von Joachim Kalka. Wallstein Verlag, Göttingen 2012, S. 27–36 (= Valerio 15).
- Bunte Fensterscheiben und der moderne Ennui. Über eine gestrichene Stelle bei Gustave Flaubert. In: Akzente. 6/2012, S. 511–516.
- La liberté de la forme. Les sonnets d’Yves Bonnefoy. In: Yves Bonnefoy, Poésie et dialogue. Éd. par Michèle Finck et Patrick Werly. Presses universitaires de Strasbourg, Strasbourg 2013, S. 613–620 (mit Wolfgang Matz).
- Wissenschaft und Kunst. Über die Grenzen der Interpretation in der literarischen Übersetzung. In: Mit anderen Worten. Zur Poetik der Übersetzung. 7 Jahre August-Wilhelm-von-Schlegel-Gastprofessur zur Poetik der Übersetzung. Marie Luise Knott (Hrsg.). Matthes & Seitz, Berlin 2014, ISBN 978-3-88221-390-4, S. 151–171.
- Der Geruch von Schatten und Benzin. Patrick Modiano, der letztjährige Literaturnobelpreisträger, feiert heute seinen 70. Geburtstag. In: Neue Zürcher Zeitung, 30. Juli 2015, S. 19.
- Finden und erfinden. Gaëtan Picon über den modernen Roman. Ein Übersetzungsversuch. In: Nach Szondi. Allgemeine und vergleichende Literaturwissenschaft an der Freien Universität Berlin 1965-2015. Hg. von Irene Albers. Kadmos, Berlin 2016, S. 42 f.
- La (re)traduction du canon littéraire. In: Études Germaniques. 4/2017, S. 547–560 (mit Claire de Oliveira).